# Litoria pulchra
Litoria pulchra är en groddjursart som först beskrevs av Benno Wandolleck 1911.  Litoria pulchra ingår i släktet Litoria och familjen lövgrodor. IUCN kategoriserar arten globalt som livskraftig. Inga underarter finns listade i Catalogue of Life.